# Twisted Metal 2
Twisted Metal 2 (рус. Скрежет металла 2), в Европе известная под названием Twisted Metal: World Tour, в Японии — Twisted Metal EX —  гоночная компьютерная игра разработанная Sony Interactive Studios America, SingleTrac и изданная Sony Computer Entertainment. Это последняя игра в серии, которую разрабатывали SingleTrac.

## Игровой процесс
Как и в первой части, игра представляет собой гонки на выживание. Выбрав одного из персонажей, игрок должен уничтожить всех своих соперников на нескольких уровнях игры. Арсенал в игре разнообразен: помимо стандартного пулемёта, в распоряжении игрока имеются семь видов огнестрельного оружия, ракет, взрывотехники, а также знакомая по первой части «Спец.атака», индивидуальная для каждого персонажа. В процессе игры задействованы все кнопки геймпада, что несколько усложняет геймплей. Также в игру добавили специальные комбинации кнопок для особых действий, таких как стрельба назад, прыжок или заморозка.
В игре есть 2 секретных персонажа и 3 секретных уровня, которые открываются путём ввода чит-кодов. Причём эти коды можно было обнаружить на разных уровнях.
От предыдущей части серии, в игре остался режим игры на двоих. Причём впервые в серии вдвоем можно было играть как друг против друга, так и на прохождение. В версии для ПК появилась полноценная многопользовательская сетевая игра по локальной сети и Интернету.

## Сюжет
Сюжет игры построен вокруг турнира, который устраивает загадочный Калипсо — изуродованный психопат с магическими способностями. На турнир созываются отчаянные водители со всего мира, которые готовы рискнуть своей жизнью за исполнение заветного желания. Прошлый турнир полностью уничтожил Лос-Анджелес, и Калипсо столкнулся с проблемой места проведения очередного турнира. Решение не заставило себя долго ждать: новый «Скрежет металла» пройдёт по всему миру: на руинах Лос-Анджелеса, военной базе в Москве, арктическом айсберге и других местах во всех уголках света.

## PC-версия
Twisted Metal 2 стала второй и последней игрой серии, которая появилась где-то кроме консолей Sony. Несмотря на популярность второй части на PlayStation, игра оказалась провальной на персональных компьютерах. При переносе игры на ПК все специальные комбинации сохранились в том же виде, в каком они были на PlayStation. Имеется как программный рендер, так и поддержка 3д ускорителей через API D3D с разрешением вплоть до 1024x768 16bit.
Отличия от консольной версии:
- Другое поведение противников.
- Los Angeles: отсутствует клетка с аптечкой.
- Moscow: на плакате вместо надписи «взорвать мосты» надпись «упар мост», на рекламном щите вместо надписи «сластёна правит миром» надпись «мороженое грузовиж правитьс» (почти наверняка, это отсылка к персонажу «Сладкоежка»), вместо решётки арена ограждена бетонной стеной, вокруг арены отсутствуют прожекторы.
- Paris: не работают фонтаны у Эйфелевой башни
- Holland: от двух мельниц после взрыва остаются обломки в которых можно укрыться (в консольной версии — только от одной).

## Оценки
| Иноязычные издания | Иноязычные издания      |
| Издание            | Оценка                  |
| ------------------ | ----------------------- |
| AllGame            | (PS) · (PC)             |
| Edge               | 7/10                    |
| EGM                | (PS) 8,25/10            |
| Game Informer      | 8,75/10                 |
| GameRevolution     | (PS) B+ (PC) B          |
| GameSpot           | (PS) 8,8/10 (PC) 6,4/10 |
| IGN                | 7,3/10                  |
| Next Generation    | (PS)                    |
| Play (UK)          | 88 %                    |

Игра получила высокие оценки критиков. GamePro дали игре 100 баллов, отметив захватывающую одиночную игру, а также не менее интересный кооперативный режим. «GameSpot» присудили игре 88 баллов, объяснив это тем, что игра хорошая, но у неё есть один минус — управление, в котором игрок должен использовать все кнопки на геймпаде. «IGN» дали игре 73 балла, отметив излишнюю схожесть с предыдущей игрой.

## Примечание
1. ↑  House, Michael L. Twisted Metal 2 (PS) - Review. Allgame. Дата обращения: 3 сентября 2022. Архивировано из оригинала 14 ноября 2014 года.
2. ↑  House, Michael L. Twisted Metal 2 (PC) - Review. Allgame. Дата обращения: 3 сентября 2022. Архивировано из оригинала 14 ноября 2014 года.
3. ↑  Edge staff (February 1997). Twisted Metal 2 (PS). Edge. No. 41.
4. ↑  Review Crew: Twisted Metal 2. Electronic Gaming Monthly. No. 90. Ziff Davis. January 1997. p. 72.
5. ↑  Twisted Metal 2. Game Informer. No. 44. December 1996. Архивировано из оригинала 10 сентября 1999. Дата обращения: 3 сентября 2022.
6. ↑  Fletcher, Irwin. Twisted Metal 2: World Tour Review (PS). Game Revolution (ноябрь 1996). Дата обращения: 3 сентября 2022. Архивировано из оригинала 6 июня 1997 года.
7. ↑  Anderson, Tom. Twisted Metal 2 Review (PC). Game Revolution (январь 1998). Дата обращения: 3 сентября 2022. Архивировано 13 июня 1998 года.
8. ↑  Kitts, Jeff. Twisted Metal 2 Review (PS). GameSpot (9 декабря 1996). Дата обращения: 3 сентября 2022. Архивировано 3 сентября 2022 года.
9. ↑  Mooney, Shane. Twisted Metal 2 Review (PC). GameSpot (12 января 1998). Дата обращения: 3 сентября 2022. Архивировано 14 марта 2007 года.
10. ↑  IGN Staff. Twisted Metal 2 (PS). IGN (7 января 1997). Дата обращения: 3 сентября 2022. Архивировано 3 сентября 2022 года.
11. ↑  Twisted Metal 2. Next Generation. No. 30. Imagine Media. June 1997. p. 120.
12. ↑  Twisted Metal World Tour. Play UK. 1997.
13. ↑  Twisted Metal 2 for PlayStation (1996) MobyRank — MobyGames. Дата обращения: 16 мая 2012. Архивировано 1 февраля 2020 года.